# Espaço completamente regular
Em topologia, um espaço topológico é completamente regular se um conjunto fechado e um ponto externo a este conjunto podem ser separados por uma função contínua; ou, mais precisamente:
Para todo conjunto fechado A não vazio  e todo ponto p, {\displaystyle p\notin A\,}, existe uma função contínua f com contradomínio no intervalo [0, 1] tal que f(A) = { 1 }  e f(p) = 0.
Alguns textos incluem na definição de completamente regular que tenha a propriedade acima e também a propriedade T1, ou seja, que dois pontos p e q possam ser separados por abertos A e B (não necessariamente disjuntos) em que cada ponto pertence a um aberto mas não ao outro.
Um espaço T3 1/2 é definido, dependendo do livro consultado, como um espaço completamente regular, ou como um espaço completamente regular e T1.

## Relação com os demais axiomas de separação
- Para espaços de Hausdorff, todo espaço T4 ou espaço normal é um espaço completamente regular (T3 1/2).[1]
- Todo espaço completamente regular (T3 1/2) é um espaço regular ou espaço T3.[1]